# Beren Gökyıldız
Beren Gökyıldız (* 29. November 2009 in Istanbul) ist eine türkische Kinderdarstellerin. Bekannt wurde sie durch die Serie Bizim Hikaye.

## Leben und Karriere
Gökyıldız wurde am 29. September 2009 in Istanbul geboren. Ihr Debüt gab sie 2016 in der Fernsehserie Kocamın Ailesi. Außerdem trat sie in der Sendung Güldür Güldür Show auf. Ihre erste Hauptrolle bekam sie in der Serie Anne. Unter anderem wurde sie für die Serie Çocukluk grcastet. 2021 spielte sie in Yesil Vadinin Kizi mit.

## Filmografie
Filme
- 2016: Boşu Bir Yerde
- 2018: Bal Kaymak

Serien
- 2014–2015: Kocamın Ailesi
- 2016–2017: Anne
- 2018: Bizim Hikaye
- 2018–2019: Kızım
- 2020: Çocukluk
- 2021: Una Casa Para Azul
- 2021: Yesil Vadinin Kizi

Sendungen
- 2016: Güldür Güldür Show

## Auszeichnungen
- 2015: Istanbul Gelisim University Media Awards in der Kategorie „Beliebteste Kinderdarstellerin 2015“[6]
- 2016: Altın Kelebek Award in der Kategorie „Beste Kinderdaratellerin“[7]
- 2017: Bilkent University Television Awards in der Kategorie „Beste Kinderdaratellerin“
- 2017: Mimar Sinan Fine Arts High School in der Kategorie „Beste Kinderdaratellerin des Jahres“